# Frivilliga Motorcykelkåren

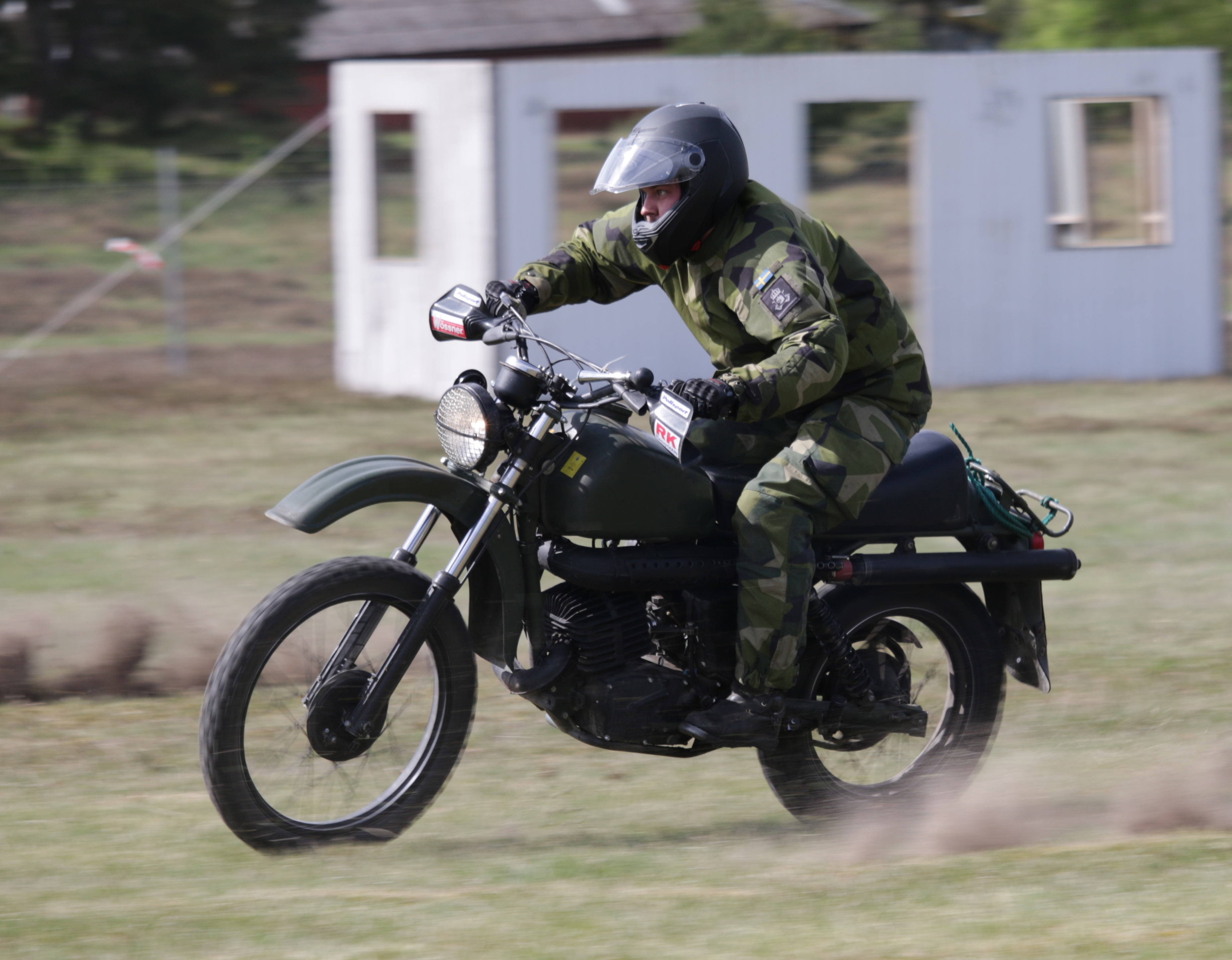
Motorcykel 258 med förare.

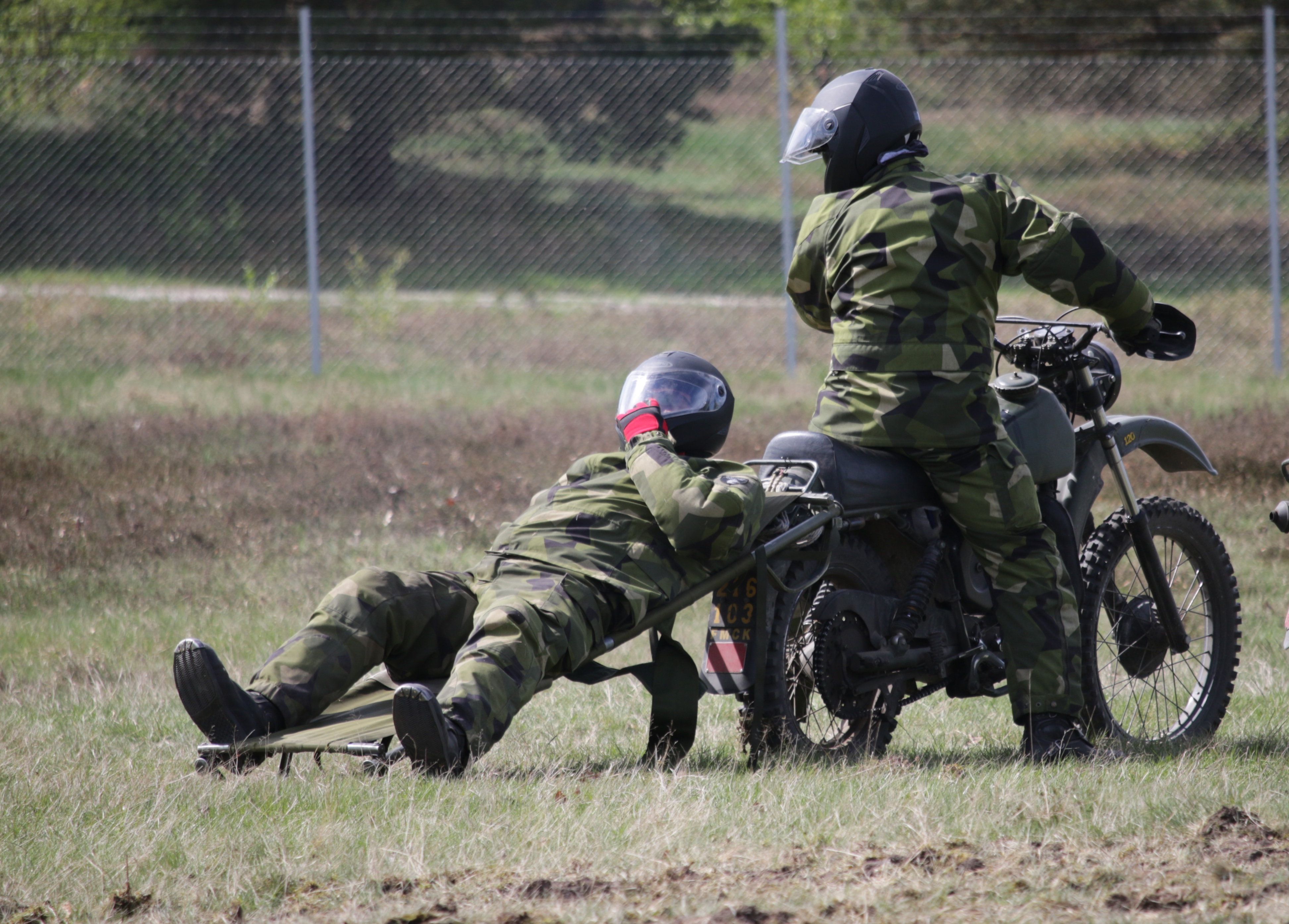
Motorcykeltransport av bår med skadad.

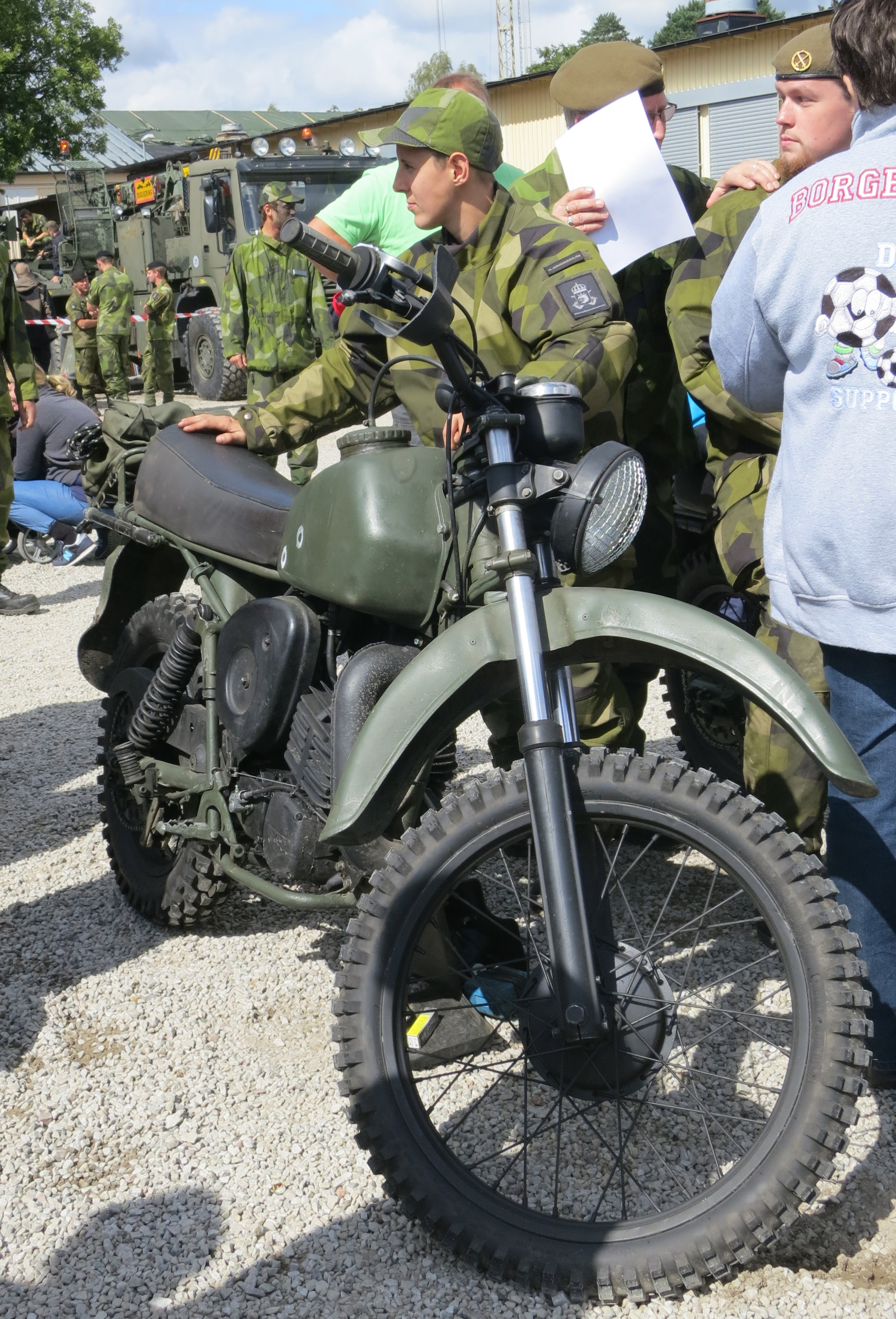
Motorcykel 258.

Frivilliga Motorcykelkåren har i över 90 år stöttat samhället genom att utbilda MC-ordonnanser till Hemvärnet, och sedan 2021 även Civila MC-resurser till civila myndigheter. FMCK har lokala kårer över hela landet. De lokala kårerna har utöver grunduppgiften att rekrytera och utbilda MC-ordonnanser, ofta även anslutning till Svemo och har civil verksamhet i form av Motocross, Enduro, Trail mm. Flera kårer anordnar både lokala och Nationella tävlingar för både elit och motionärer. Ungdomsverksamheten riktar sig till både de som är intresserade av frivilligverksamhet och motorsport i allmänhet.
FMCK är en frivillig försvarsorganisation. 
Centralt finns en riksstyrelse samt FMCK:s kansli. FMCK:s kansli flyttade 2008 till Skövde.
FMCK bildades 1929, av officeren Stig Hasselrot, utifrån ett trettiotal elitförare från Svenska Motorcykelklubben med uppgift att ställa förare och motorcyklar till försvarets tjänst. 1938 godkändes kåren av Kunglig majestät som en frivillig försvarsorganisation. 1942 fick FMCK uppgift att utbilda ungdomar som inte genomfört sin värnplikt till motorcykelförare och vidmakthålla frågan att kunna tjänstgöra i försvaret bland dess motorcykelförare.

## Kårer
FMCK Nord, MRN
- FMCK Boden
- FMCK Härjedalen
- FMCK Härnösand
- FMCK Jämtland
- FMCK Kalix
- FMCK Kiruna
- FMCK Luleå
- FMCK Sollefteå
- FMCK Sundsvall
- FMCK Umeå
- FMCK Örnsköldsvik
- FMCK Östjemtland

FMCK Mitt, MRM
- FMCK Falun
- FMCK Gävle
- FMCK Hudiksvall
- FMCK Ljusdal-Loos
- FMCK Stockholm
- FMCK Strängnäs
- FMCK Södertörn
- FMCK Uppsala
- FMCK Västerås

FMCK Väst, MRV
- FMCK Bohusdal
- FMCK Borås
- FMCK Göteborg
- FMCK Skövde
- FMCK Varberg
- FMCK Värmland
- FMCK Örebro

FMCK Syd, MRS
- FMCK Blekinge
- FMCK Eksjö
- FMCK Helsingborg
- FMCK Hässleholm
- FMCK Kalmar-Kronoberg
- FMCK Linköping
- FMCK Malmö
- FMCK Norrköping

FMCK Gotland, MRG
- FMCK Gotland